# Боздак (Улытауская область)
Боздак (каз. Боздақ) — село в Улытауском районе Улытауской области Казахстана. Входит в состав Амангельдинского сельского округа. Код КАТО — 356049200.

## Население
В 1999 году население села составляло 66 человек (34 мужчины и 32 женщины). По данным переписи 2009 года, в селе проживали 64 человека (44 мужчины и 20 женщин).